# Ronimo Games
Ronimo Games – holenderski producent gier komputerowych założony w 2007 roku przez byłych studentów Utrecht School of the Arts.

## Historia
Zespół, który później założył Ronimo Games początkowo zebrał się pod nazwą Banana Games i stworzyła oryginalną wersję Freeware gry de Blob na PC. Wydawca THQ zaskoczony pracą zespołu nabył prawa do gry. THQ następnie przekazał tytuł do dalszego rozwoju dla Blue Tongue Entertainment (Nintendo DS, Wii) oraz Universomo (Mobile/iPhone/iPod).
Z pieniędzy zarobionych na sprzedaży praw do gry de Blob zespół założył Ronimo Games. Nazwa "Ronimo" pochodzi z burzy mózgów, w którym zadecydowano o połączeniu pierwszych dwóch liter ze słów "Robot Ninja Monkeys".
W maju 2009 roku studio wydało tytuł Swords & Soldiers w usłudze WiiWare. We wrześniu 2010 roku gra została wydana w PlayStation Network z Sony Online Entertainment jako wydawcą, a w grudniu gra została wydana na platformie Steam dostępne na systemach Windows oraz Mac. W czerwcu 2011 roku gra została przeniesiona przez Two Tribes i wydana przez Chillingo na iOS.
Zespół wydał grę Awesomenauts z gatunku MOBA na Xbox Live Arcade oraz PlayStation Network. Pomimo problemów finansowych wydawcy, gra została wydana na PC, na platformie Steam 2 maja, 2012. W 2013 roku gra została przystosowana dla systemu Linux gdy gra trafiła do pakietu Humble Bundle. W 2014 roku gra została wydana z podtytułem Assemble na konsoli PlayStation 4. Gra ciągle jest aktualizowana na platformach PC oraz PlayStation 4 oraz została zapowiedziana na konsolę Xbox One.

## Wyprodukowane gry

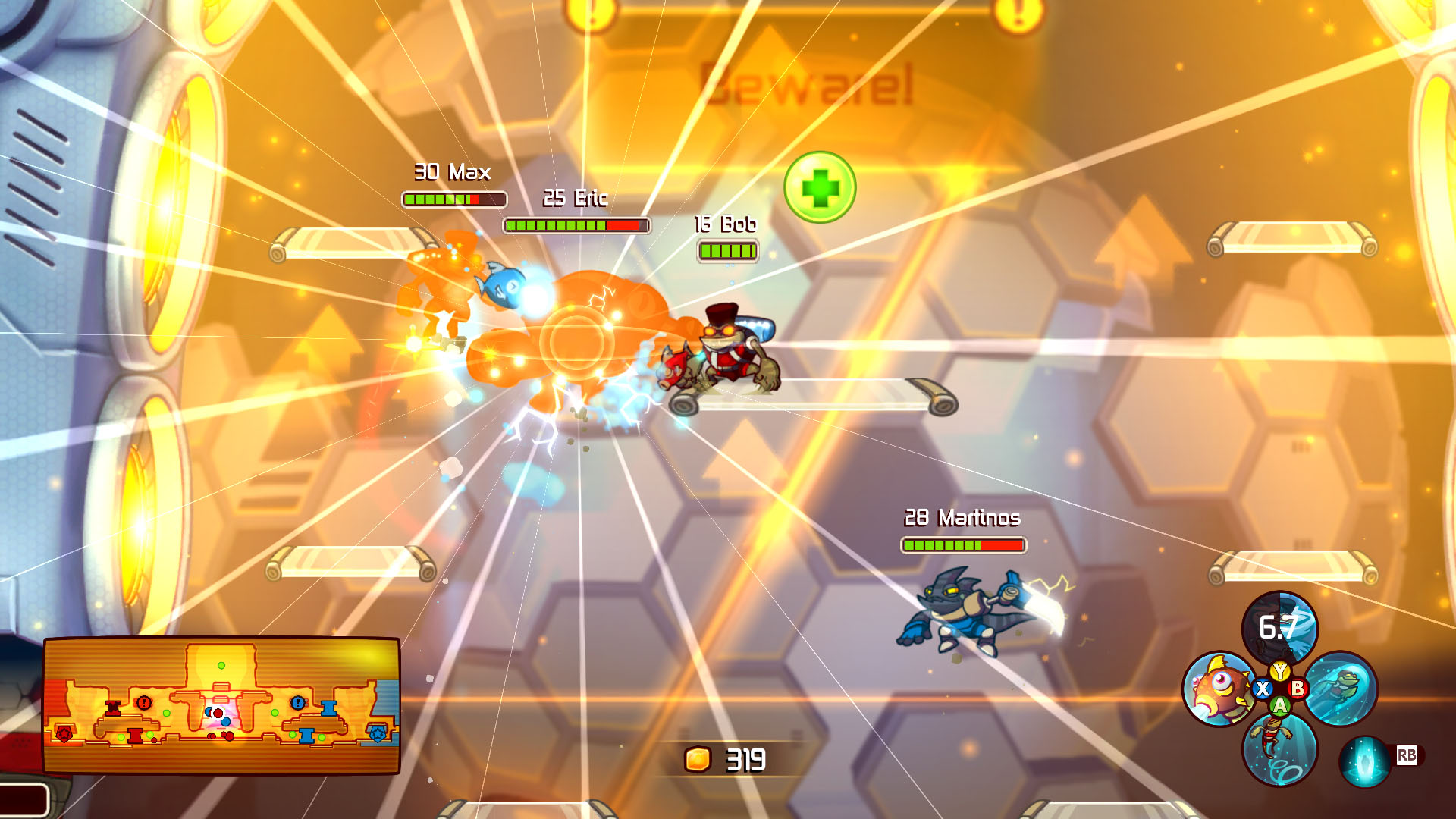
Dwa zespoły mierzące się w Awesomenauts

### Jako Banana Games
- de Blob (Windows, 2006)

### Jako Ronimo Games
- Swords & Soldiers (Wii, 2009; PS3, 2010; Windows, 2010; Mac, 2010; iOS, 2011; Linux, 2012; Android 2012)
- Awesomenauts (PlayStation 3, 2012; Xbox 360, 2012; Windows, 2012; Mac, 2012; Linux, 2013; PlayStation 4, 2014)